# آئرو انجین کورپوریشن چین
آئرو انجین کورپوریشن چین (انگلیسی: Aero Engine Corporation of China) شرکت دولتی مهندسی هوافضا چینی است، که در سال ۲۰۱۶ تأسیس شد.